# 576 (numero)
Cinquecentosettantasei (576) è il numero naturale dopo il 575 e prima del 577.

## Proprietà matematiche
- È un numero pari.
- È un numero composto, con 21 divisori: 1, 2, 3, 4, 6, 8, 9, 12, 16, 18, 24, 32, 36, 48, 64, 72, 96, 144, 192, 288, 576. Poiché la somma dei suoi divisori (escluso il numero stesso) è 1075 > 576, è un numero abbondante.
- È la somma di quattro numeri primi consecutivi (137 + 139 + 149 + 151).
- È un quadrato perfetto, infatti 24x24 = 242 = 576.
- È un numero altamente totiente.
- È un numero di Smith nel sistema numerico decimale.
- È un numero intoccabile.
- È un numero di Harshad.
- È un numero palindromo nel sistema di numerazione posizionale a base 11 (484).
- È un numero pratico.
- È un numero potente.

## Astronomia
- 576 Emanuela è un asteroide della fascia principale del sistema solare.
- NGC 576 è una galassia spirale della costellazione della Fenice.

## Astronautica
- Cosmos 576 è un satellite artificiale russo.